# Vendelstorp
Vendelstorp, även stavat Vändelstorp, är en by i Gränna socken i Jönköpings kommun. Det tidigare namnet var Vik.

## Natura 2000-område
För alla Natura 2000-områden som regeringen tagit beslut om  sedan 2001 gäller 7 kap 28 § Miljöbalken (1998:808).
Länsstyrelsen i Jönköpings län har 2005 upprättat en bevarandeplan för Natura 2000-området Vändelstorp - Målskog.

### Naturtyper
Enligt art- och habitatdirektivet finns på området
- 6270 Artrika torra – friska låglandsgräsmarker av fennoskandisk typ (1,9 hektar) [3]
- 6410 Fuktängar med blåtåtel eller starr (0,1 hektar)
- 6510 Slåtterängar i låglandet (0,1 hektar)
- 9070 Trädklädda betesmarker av fennoskandisk typ (1,2 hektar)
- Övrig mark (1,8 hektar).[4]

### Beskrivning av området
Vändelstorp ligger i det småbrutna odlingslandskapet norr om Gränna. 
Bebyggelsen är traditionell, och kring gårdarna finns välbevarade artrika betesmarker. Vid Vändelstorp finns betade hagmarker med björk och ek som dominerande trädslag.
De torra delarna av den betade hagmarken räknas till silikatgräsmark (6270) och är den mark där de högsta naturvärdena knutna till floran finns.